# Cikumpay
Cikumpay is een bestuurslaag in het regentschap Purwakarta van de provincie West-Java, Indonesië. Cikumpay telt 6608 inwoners (volkstelling 2010).